# Герстфельд, Эдуард Иванович
Эдуард Иванович Герстфельд (1798—1878) — российский инженер-генерал, сенатор, член Государственного Совета; родоначальник Герстфельдов

## Биография
Родился 7 (18) декабря 1798 года в Лифляндии. Его родителями были арендатор казённых имений Иоганн Беньямин Герстфельд (1765—1802) и Луиза Кристина, урождённая Эрнст. Кроме Эдуарда в семье были ещё дети: Иоганн Филипп (1792—1872), Ганс Иоганн Вольдемар (1797—1823), Амалия Луиза.
Начав службу 31 января 1814 года, 16 лет от роду, кондуктором 2-го класса в Перновской инженерной команде, он 22 сентября 1817 года поступил в Главное инженерное училище, где 24 декабря 1818 года был произведён в прапорщики инженерного корпуса.
7 декабря 1819 года Герстфельд был произведён в подпоручики и через год командирован в Ревельскую инженерную команду; 27 февраля 1821 года был произведён в поручики и командирован для осмотра прусских крепостей на Рейне. По возвращении оттуда командирован в Замостье, где принимал участие в постройке и возведении крепости.
2 мая 1825 года Герстфельд назначен в Ревельскую инженерную команду. Произведённый 24 марта 1827 года в штабс-капитаны и 6 декабря того же года в капитаны, 7 апреля 1832 года он был переведён в Варшавскую инженерную команду и 15 октября того же года назначен помощником командира Западного инженерного округа; 12 марта 1833 года произведён в подполковники и 27 декабря 1835 года — в полковники.
15 апреля 1837 года Герстфельд назначен к начальнику инженеров действующей армии для особых поручений, 17 июля 1838 года награждён орденом св. Владимира 3-й степени. Весной 1841 года он был командирован в Германию и Бельгию для изучения железных дорог и по возвращении принял участие в постройке Варшавско-Венской железной дороги, будучи назначен 17 мая 1842 года членом Комитета по постройке её, а 24 декабря 1843 года — её строителем; 7 августа 1845 года, по открытии движения по Варшавско-Венской железной дороге, назначен её директором. За труды по постройке дороги 23 апреля 1850 года награждён орденом св. Станислава 1-й степени. 13 августа 1846 года произведён в генерал-майоры.
В 1849 году, во время Венгерской кампании, Эдуард Иванович Герстфельд заведовал сначала перевозкой войск по прусским и австрийским железным дорогам, а потом инженерною частью действующей армии. 5 июля в сражении с войсками А. Гёргея при Вайцене под неприятельским огнём распоряжался исправлением разрушенного моста через овраг, 14 июля — в переправе отряда князя Горчакова через Тису под неприятельскими выстрелами, за что 8 августа награждён золотой шпагой, украшенной алмазами и с надписью «За храбрость», и 21 июля — в сражении при Дебречине. За участие в Венгерском походе он был награждён австрийскими орденами: командорским крестом Леопольда и Железной короной 1-й степени.

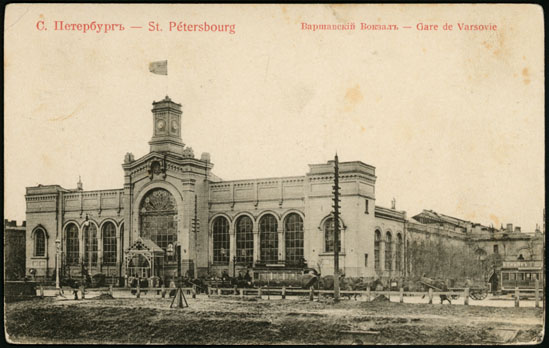
Варшавский вокзал

По окончании войны Герстфельд 15 ноября 1849 года был назначен состоять при начальнике инженеров действующей армии, с оставлением в должности по заведованию железной дорогой, и 30 июля 1850 года перемещён на пост товарища главноуправляющего путями сообщения и публичными зданиями; 15 февраля 1851 года Герстфельду было поручено управление работами на Петербурго-Варшавской железной дороге; 21 января 1854 года назначен членом Комитета для рассмотрения предположений о сооружении железных дорог; 27 марта 1855 года был произведён в генерал-лейтенанты, с оставлением в должности и назначением сенатором. В Сенате он присутствовал в общем собрании 4-го, 5-го и межевого департаментов, а с 1870 года был неприсутствующим сенатором.
В 1855 году был назначен председательствующим в аудиториате Главного управления путей сообщения и председателем Комитета для составления положения о сооружении железных дорог частными компаниями, а в 1858 года — членом Комитета железных дорог.
С 28 октября 1863 года Герстфельд находился в Варшаве и председательствовал здесь в Комитете, рассматривавшем различные вопросы по устройству наблюдения за находящимися в Царстве Польском железными дорогами.
23 июня 1865 года при преобразовании Главного управления путей сообщения в Министерство назначен товарищем министра.
С 4 июня 1868 года Э. И. Герстфельд был назначен членом Государственного совета, с оставлением в звании сенатора, 13 июня — членом Совета Министерства путей сообщения; летом этого же года с 14 июня по 22 сентября управлял временно Министерством путей сообщения; 21 марта 1868 года министр путей сообщения П. П. Мельников ходатайствовал о производстве Герстфельда в полные генералы и 24 декабря того же года, по случаю пятидесятилетия службы в офицерских чинах, он был произведён в инженер-генералы.
11 ноября 1869 года Герстфельд избран в почётные члены Николаевской инженерной академии. В 1869 и 1875 годах заседал в особых комиссиях Государственного совета, рассматривавших отчеты министра путей сообщения за 1862—1869 и 1869—1872 годы, а в 1872—1876 и 1878 годах присутствовал в департаменте государственной экономии в течение вакантного времени.
Умер в Санкт-Петербурге 24 ноября (6 декабря) 1878 года и был погребён на Смоленском лютеранском кладбище.

## Награды
Герстфельд был, кроме вышеупомянутых, награждён орденами:
- св. Анны 3-й степени (2 февраля 1823 года),
- св. Станислава 2-й степени (6 декабря 1833 года),
- св. Анны 2-й степени (30 декабря 1834 года),
- св. Георгия 4-й степени за беспорочную выслугу двадцати пяти лет (26 ноября 1850 года, № 8348 по списку Григоровича — Степанова),
- св. Анны 1-й степени (19 апреля 1853 года),
- св. Владимира 2-й степени (26 августа 1856 года),
- Белого Орла (12 апреля 1859 года),
- св. Александра Невского (4 апреля 1865 года, алмазные знаки к этому ордену пожалованы 1 января 1876 года).

## Семья
Герстфельд был трижды женат. 1-я жена — Агнесса Аделаида (1810—1841), дочь Перновского бургомистра Генриха Корнелиуса фон Гардера; 2-я жена — её сестра Бетти (1812—1843); 3-я жена — Матильда Эмилия (1822—1898), дочь доктора медицины Иоганна Якоба фон Илиша.
Дети от 1-го брака:
- Николай (Генрих Николаус; 27.10.1829 – 10.03.1886)
- Филипп (Филипп Ганс Рейнгольд; 1.02.1831 – 5.11.1882), генерал-майор, командир лейб-гвардии Кексгольмского полка
- Агния (Агнесса Мария Каролина; 1835—1858)
- Александр (Александр Людвиг; 1836—1878)
- Елизавета (Луиза Бетти; 25.11.1838 – 1870), замужем за генерал-лейтенантом Н. Е. Шведером
- Александра (Александра Катарина; 1840—1884), замужем за генерал-лейтенантом Р. А. Зейме.

Дочь от 2-го брака — Бетти Гермина (1843—1858).
Дети от 3-го брака:
- Матильда Эмилия (1853—1899),
- Эмилия Катарина (1856—1898),
- Эдуард Беньямин (1860—1893),
- Агнесса Луиза Александрина (1865—1899).